# Valiellas

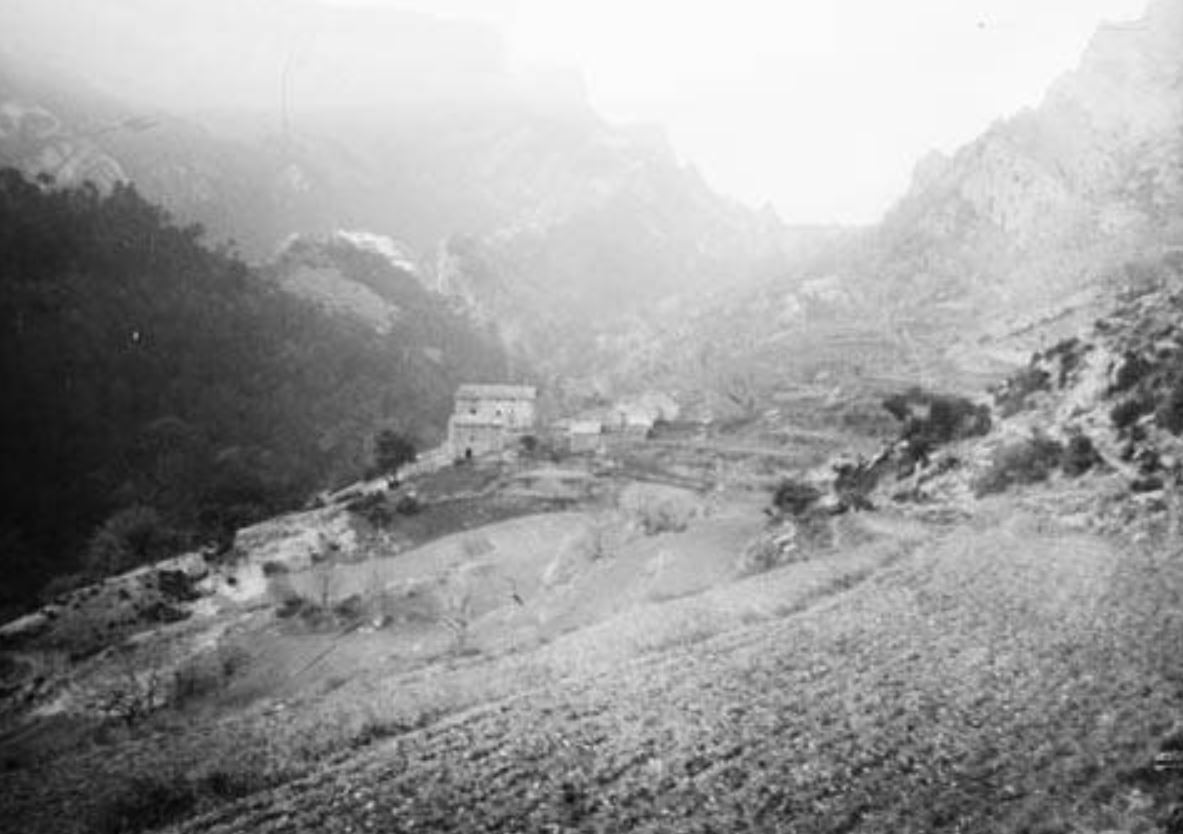
La llamada casa Valielles en un valle al pie de Busa.

Valielles o Valielles de Busa (Valiellas, en castellano) es una masía y un enclave del municipio de Montmajor, provincia de Barcelona, en el de Guixers, provincia de Lérida. La extensión del enclave es de 3,20 km². Se encuentra en la sierra del mismo nombre, donde se alcanza una altura máxima de 1.290,8 metros[¿dónde?].
Accesible por una pista forestal que conduce a Busa desde la carretera de Berga a San Lorenzo de Morunys (  LV-4241 ).
Cuenta con los ejemplares de boj común más grandes de Europa. 

## Historia
Anejo al enclave, dentro del municipio de Navés, se encuentra el antiguo monasterio de Sant Pere de Graudescales, benedictino (913) y más tarde canónica regular, con una magnífica iglesia de una nave, con tres ábsides, crucero y cimborrio construidos en los siglos XI y XII.
Comprende el valle de Valielles (que baja de la sierra de Busa y que la sierra de Bastets separa del alto valle de Lord, el valle del Aigua de Valls), tributario del Aiguadora, por la derecha, al monasterio de Sant Pere de Graudescales, que se alza justo en el límite de la antiga cuadra, a la derecha del río Aiguadora, a la salida del estrecho de Valielles, que comienza aguas abajo de Llinars (aguas arriba de este congosto, el Aiguadora toma el nombre de Aigua de Llinars). Centran el término la masía de Valielles de Busa e iglesia de Sant Andreu, agregada a la parroquia de Sisquer. Formó parte del término de Catllarí, el cual a mediados del XIX formó parte del municipio de Aguilar, el Hospital y Catllarí.
Valielles fue antigua cuadra del municipio de Montmajor.
El escritor Ramón Carnicer se dedicó a este enclave en el libro Viaje a los enclaves españoles, que recoge un total de 26.
Muy cerca de Valielles, Busa fue, después de Cádiz, el primer sitio del estado en proclamar la Constitución de 1812, en un acto al que asistieron unos 8.000 soldados.
- Datos: Q6159010
- Multimedia: Valielles / Q6159010